# Charles Toutain
Charles Toutain (Tours, 31 août 1797 - Laval, 9 juillet 1874), est un homme politique français. Il est officier de la Légion d'honneur en 1869.

## Biographie
Il est le fils de Jacques Toutain, commissionnaire de roulage à Tours. De 1831 à 1844, il est juge au Tribunal de Commerce de Laval.
Commissionnaire de roulage à Laval, président de la Chambre et du Tribunal de commerce de Laval à partir de 1857, président du Conseil des Prudhommes du 30 mai 1854 au 23 août 1858. Il était membre du conseil municipal de 1830 à 1852. Il est réélu en 1860 et devient maire de Laval le 18 septembre 1860.
Il meurt dans l'exercice de ses fonctions. Sa mandature est marquée par la construction des quais de la Mayenne, le Pont d'Avesnières. Il est à l'époque de la création du service des Eaux, et de l’établissement du gaz.
Il était Officier d'Académie le 22 août 1864, chevalier de la Légion d'Honneur le 16 août 1859, puis officier de la Légion d'Honneur le 7 août 1869.
En août 1877, après sa mort, il est question d'une comptabilité occulte effectuée par Charles Toutain. Une procédure est lancée à la Cour des comptes par la nouvelle municipalité. La Cour des Comptes en décembre 1879 établi que Charles Toutain s’est pendant toute cette période de temps, irrégulièrement immiscé dans le maniement des deniers communaux et hospitaliers, mais le déclare définitivement quitte et déchargé de sa gestion occulte.

## Famille

### Raphaël Toutain (père)
Henri Gabriel Raphaël (1830-1921) est maire de Saint-Berthevin de 1868 à sa mort en 1921. Il a été nommé par l'empereur Napoléon III. Il s’est occupé activement de l'entretien et de l'amélioration aes chemins vicinaux et ruraux. Sous son administration furent élevées et aménagées la mairie et les écoles publiques ; le cimetière agrandi. Dans ces derrières années, par le don d'un terrain et d'un immerge, il permet l'érection d'une école chrétienne de filles.
Il est élu au Conseil général de la Mayenne pour le Canton de Laval-Ouest aux Élections cantonales de 1871, et Élections cantonales de 1877.
Il effectue en 1864 un voyage aux Lieux-Saints, en Orient et en Egypte, autour duquel en passant par Rome, il obtient une audience de Pie IX, il aimait à en raconter les intéressantes péripéties et à rappeler les traits de mœurs qu’il avait rencontrés lors de ce voyage.
Pendant la Première guerre mondiale, malgré son grand âge, il tient à être présent à la mairie lorsque des troupes devant cantonner dans la commune étaient annoncées, voulant s’assurer par lui-même si tout était bien préparé pour les subsistances et le logement des soldats.
En 1919, il est l'un des propriétaires du Courrier du Maine.
Il est décédé dans son château de Corbusson.

### Raphaël Toutain (fils)
Raphael Prosper Charles (1866-1949) (Toutain fils)
Après des études au lycée de Laval, il rejoint l'armée, et sera un ancien officier comme Maurice Dutreil et Christian d'Elva. Il est lieutenant à l'École supérieure de guerre en 1894.
Après l'armée, il devient à la fin du XXe siècle directeur des Mines de Montigné. Licencié en droit, capitaine breveté d'état-major, il est aussi professeur à l'École spéciale militaire de Saint-Cyr.
Il apporte son nom au mouvement de l'Action libérale populaire en Mayenne. Il est à l'initiative pour faire venir Francisque Arnoux pour fonder un journal : Le Patriote de la Mayenne, qui dépasse en violence Le Courrier du Maine.
Toutain cherche à s'introduire à la tête de sociétés traditionnelles pour accroître son influence : il devient ainsi président des Trompettes Lavalloises. La politisation de cette association entraîne tant de démissions qu'elle doit se dissoudre. Toutain fonde avec l'aide d'Émile Moreau la Société Lavalloise d'Etudes Nationales (SLEN) .
Toutain joue sur le plan local le même rôle que Gaston Japy sur le plan  national et suscite aussi la création d'un Syndicat jaune. Il est un des adhérents, avec d'autres industriels, de la Fédération nationale des Jaunes de France, menée par Pierre Biétry.
Localement, le syndicat jaune se heurte violemment en 1905 aux adhérents de la Chambre Syndicale de l'Industrie Cotonnière (CGT).
Toutain se présente le 4 janvier 1903 au conseil d'arrondissement du canton de Laval-Ouest où il est élu contre Frédéric Chaplet. Il est décrit comme le premier lieutenant de Christian d'Elva. Il est réélu au renouvellement général de juillet 1904. Aux éléctions municipales de 1904, il échoue à Laval avec la liste de Action libérale populaire contre la liste de concentration républicaine de Victor Boissel.